# The Beau Brummels (film)
Pour les articles homonymes, voir The Beau Brummels et Beau Brummel (homonymie).
Pour plus de détails, voir Fiche technique et Distribution.
The Beau Brummels est un film américain produit par Warner Bros. et Vitaphone, sorti en 1928.
Il met en scène le duo formé par les acteurs Al Shaw (Albert Schutzman, 1891–1957) et Sam Lee (Samuel Levy, 1891–1980). C'est le premier film auquel ils ont participé ensemble.
Une version restaurée a été présentée au Turner Classic Movies Film Festival en 2016. Le film a été inscrit dans le National Film Registry en 2016.

## Fiche technique
- Production : Warner Bros. et Vitaphone
- Distributeur : Warner Bros. Pictures
- Durée : 9 minutes
- Son : Vitaphone
- Durée : 8 minutes 45
- Langue : Anglais, phrases en Yiddish
- Date de sortie : 22 septembre 1928

## Distribution
- Al Shaw
- Sam Lee